# Hilje Murel
Hilje Murel (født 17. december 1975 i Võru) er en estisk film- og tv-skuespiller. Murel er født i amtet Võrumaa i det sydøstlige Estland. Hun blev uddannet i 1998 fra Estlands musik- og teaterakademi (dengang EMA) i Tallinn. Blandt hendes klassekammerater var Tiit Sukk, Veikko Täär, Harriet Toompere, Andero Ermel, Liina Vahtrik og Jan Uuspõld.
Kort efter afslutningen på sin eksamen fra EMA, begyndte Murel sin karriere som skuespiller på Ugala-teatret i Viljandi, hvor hun fik sin scenedebut i rollen som "Ida" i Astrid Saalbachs skuespil fra 1986 Dansetimen. Hun tilbragte herefter ti år som skuespiller på Ugala frem til 2008. Blandt hendes mere kendte præstationer er bl.a. roller i værker af Shakespeare, Molière, Leo Tolstoj, David Harrower, Thorbjørn Egner, Friedrich Schiller, Mark Twain, Fjodor Dostojevskij, Conor McPherson, Ben Travers, Mark Ravenhill, Isaac Bashevis Singer, Eve Ensler, Giovanni Boccaccio, Erich Maria Remarque, Nikolai Gogol, Jean Anouilh, Anton Tjekhov, Otfried Preußler, Alistair Beaton og Donald Margulies. Roller i teaterstykker af estiske forfattere og dramatikere omfatter værker af Oskar Luts, Eduard Vilde, A. H. Tammsaare, Kauksi Ülle, Olev Remsu, Hella Wuolijoki, Urmas Lennuk, August Gailit, August Kitzberg og Loone Ots.
I 2008 fik Hilje Murel arbejde på Estlands Dramateater i Tallinn, hvor hun fortsat er fastansat. Samme år optrådte hun som "Miss Framer" i en sceneproduktion af Peter Shaffers satiriske skuespil fra 1987 Lettice and Lovage. Hun har ligeledes haft andre roller i produktioner med baggrund i værker af Tennessee Williams, Juan Rulfo, Arthur Miller, Halldór Laxness, Tom Stoppard, Andrus Kivirähk, Tracy Letts, Jane Bowles og David Hare. Senere roller omfatter "Dorine" i Molières Tartuffe, "Jenny" i Simon Gray's Final og "Françoise Hirt" i Yasmina Reza's Bella Figura.

## Film- og tv-produktioner
Hilje Murel fik sin filmdebut i hovedrollen som "Li" i kortfilmen Libarebased ja kooljad fra 1998, der blev lavet på baggrund af en novellesamling skrevet af den kinesiske forfatter Pu Songling (med rødder i Qing-dynastiet) og produceret af Eesti Televisioon (ETV) samt Eesti Telefilm.
I 2003 optrådte hun i rollen som "Lindas datter" i den Rando Pettai-instruerede og Peep Pedmanson-skrevne komedie Made in Estonia (estisk udgivelsestitel: Vanad ja kobedad saavad jalad alla). Filmen var baseret på den populære estiske tv-komedieserie Vanad ja kobedad. I 2004 havde hun en hovedrolle i den Andres Maimik-instruerede kortfilm Kurat tuleb sauna, baseret på hovedtemaet i Saunakuuldemängu af den estiske forfatter Mati Unt. Dette blev efterfulgt af en lille rolle som "Nasta" i den Ain Mäeots-instruerede og Exitfilm-producerede biografi-spillefilm Taarka fra 2008, med inspiration fra Kauksi Ülles skuespil af samme navn om seto-folkesangeren Hilana Taarka. Taarka udmærker sig ved at være den første spillefilm lavet på seto-dialekten og vandt i 2008 the Estonian Cultural Endowment Debut Award.
I 2013 spillede Hilje Murel rollen som "Silvi Säinas" i den Toomas Hussar-instruerede eventyr-komediefilm Mushrooming. Filmen blev valgt som det estiske bidrag til en Oscar-nominering for bedste fremmedsprogede film ved Oscaruddelingen 2013, men nåede ikke den endelige finale. I 2013 spillede hun rollen som "Berit Piir" i familie-fantasy-dramaet Väikelinna detektiivid ja valge daami saladus, instrueret af René Vilbre og skrevet af Mikhel Ulman. I 2016 havde hun en lille rolle i det Valentin Kuik- og Manfred Vainokivi-instruerede melodrama Perekonnavaled, og i 2018 optrådte hun i en birolle i det Liina Triškina-Vanhatalo-instruerede drama Take It or Leave. Hun spillede desuden en rolle i det Peeter Simm-instruerede coming-of-age-drama On the Water fra 2020, og samme år lagde hun stemme til "Rottemoderen" i den Meelis Arulepp og Karsten Kiilerich-instruerede animationsfilm Sipsik, baseret på den populære børnebog med samme titel af Eno Raud, skrevet i 1962. 

### I fjernsynet
Murels første større tv-rolle var som "Ludmila" i fire afsnit af den svenske tv-miniserie Soldater i måneskin fra 2000. I 2005 optrådte hun som "Anu" i den Ilmar Raag-instruerede tv-dramafilm August 1991, en dramatisering af det mislykkede sovjetiske forsøg på at undertrykke uafhængighedsbevægelsen i Estland ved Augustkuppet i 1991. Året efter havde hun en gennemgående rolle som "Lea" i den populære krimidramaserie Kelgukoerad og optrådte desuden som "Külli" i Andri Luups tv-komediefilm Kinnunen, om en utilpasset finsk mand (spillet af Sesa Lehto), der leder efter en kone i Estland.
I 2013 spillede Murel med i flere afsnit af den politiske ETV-satireserie Riigimehed, i 2014 var hun en del af rollebesætningen i komedieserien Parim enne (oversat til dansk "Bedst før") som karakteren "Kelluke"., og i 2022 spillede hun "Anneken" i krimiserien Hvem skød Otto Mueller?.